# NGC 5815
NGC 5815 (również PGC 53600) – galaktyka spiralna (Sb), znajdująca się w gwiazdozbiorze Wagi. Odkrył ją Francis Leavenworth 15 lutego 1886 roku.